# Xanagahlı
Xanagahlı (azerbajdzjanska: Xanağahlı) är en ort i Azerbajdzjan.   Den ligger i distriktet Bərdə Rayonu, i den centrala delen av landet, 230 km väster om huvudstaden Baku. Xanagahlı ligger 60 meter över havet och antalet invånare är 565.
Terrängen runt Xanagahlı är platt, och sluttar brant österut. Närmaste större samhälle är Barda, 12,1 km norr om Xanagahlı.
Trakten runt Xanagahlı består till största delen av jordbruksmark. Runt Xanagahlı är det ganska tätbefolkat, med 129 invånare per kvadratkilometer.